# سين (موسيقية)
سينثيا نابوزني (مواليد 1993) ، المعروفة باسم سين ، هي مغنية وكاتبة أغاني أمريكية.

## الحياة و الوظيفة
ولدت سين في ميشيغان.  بعد فشلها في الالتحاق ببرنامج الموسيقى بجامعة ديبول ، تخرجت من الجامعة في نظم المعلومات الإدارية . 

## ديسكغرفي
ألبومات
- تأرجح المزاج \ Mood Swing [4]
- تأرجح المزاج (أكثر مزاجية) \ Mood Swing (even moodier) [2]

أغاني منفردة
- معاً \ Togather [5]
- مؤمن \ Believer [6]
- المشروبات \ Drinks [7] [8]
- اه اوه \ Uh-Oh [9]
- نيويورك \ New York [10]

## روابط خارجية
- سيرة CYN في The Vouge